# Lyons Hill
Lyons is een plaats in het Ierse graafschap County Kildare.

]